# Doña Bárbara (pel·lícula de 1943)
Doña Bárbara és una pel·lícula mexicana de drama romàntic estrenada en 1943, dirigida per Fernando de Fuentes i protagonitzada per María Félix i Julián Soler. La pel·lícula està basada en la novel·la Doña Bárbara escrita pel veneçolà Rómulo Gallegos, qui també va participar en la pel·lícula al 'co-escriure' el guió.

## Sinopsi
Doña Bárbara és una rica terratinent, inclement per una experiència traumàtica que va tenir d'adolescent en ser violada per un grup de sanguinaris pirates que també li van arrabassar el primer amor de la seva vida, Asdrúbal. Ella ha acumulat grans terres i ramats extensos de bestiars usant als homes per al seu profit personal, així com per mitjans il·legals, com ara el suborn als funcionaris locals. Un dels pocs terratinents restants en l'àrea és Santos Luzardo, que ha tornat de l'estranger per a imposar control en el ranxo de la seva família. Ell sospita que el capatàs del ranxo, Balbino Paiba, ha estat treballant de forma dissimulada per Doña Bárbara a fi de poder robar els seu bestiar. Els altres peons no creuen que Santos sigui el que li posi mos a les malifetes de Doña Bárbara, però ell demostra amb el seu excessiu maneig del cavall, que l'equilibri del poder de la regió està a punt de canviar.
Doña Bárbara té una filla adolescent, Marisela, nascuda del seu vincle amb Lorenzo Barquero, terratinent amb qui ella va estar involucrada i a qui va deixar trencat i sota el mal total del alcohol. La noia, Marisela, davant un pare alcohòlic i una mare que no vol saber d'ella, és deixada a l’abandó, encara que Juan Primito un criat de Doña Bárbara, s'ocupa secretament d'ella. Quan Santos Luzardo coneix Marisela, decideix ocupar-se d'ella i del seu pare i aconsegueix portar-los al seu ranxo, principalment amb l'interès de proporcionar a Marisela instrucció i educació, així com allunyar Lorenzo Barquero de l'alcoholisme. Mentrestant, Doña Bárbara se sent atreta a Santos, però quan ella s'assabenta que la seva pròpia filla és un rival pel seu afecte, cerca per totes les vies arruïnar-los.

## Repartiment
- María Félix com Doña Bárbara, la devoradora d’homes, la Doña.
- Julián Soler com Santos Luzardo.
- María Elena Marqués com Marisela Barquero.
- Andrés Soler com Lorenzo Barquero.
- Charles Rooner com Don Guillermo.
- Agustín Isunza com Juan Primito.
- Miguel Inclán com Melquiades.
- Eduardo Arozamena com Melesio Sandoval.
- Antonio R. Frausto com Antonio Sandoval.
- Luis Aragón com Mauricio Sandoval
- Pedro Galindo com Nieves.
- Paco Astol com Mujiquita.
- Arturo Soto Rangel com Coronel Pernalete.
- Manuel Dondé com Carmelito López.
- Felipe Montoya com Balbino Paiba.
- Luis Jiménez Morán com Pajarote.
- Alfonso Bedoya com Camperol.

## Altres versions
- Doña Bárbara també s'ha adaptat en una telenovel·la veneçolana de 1975 per a la televisió, així com una pel·lícula argentina dirigida per Betty Kaplan el 1998.

- Existeix una versió colombiana de Doña Bárbara produïda en 2008 per Telemundo i protagonitzada per l'actriu mexicana Edith González i l'actor peruà Christian Meier.

- Doña Bárbara va ser la versió salvadorenca realitzada per Daniel Polanco i CECCO Produccions en el 2012, protagonitzada per Jocelyn Recinos, David Rodríguez López i Ángeles Polanco.

- La Doña, versió mexicana de 2016 protagonitzada per Aracely Arámbula, David Chocarro i Danna Paola.

## Comentaris
Aquest film ocupa el lloc 75 dins de la llista de les 100 millors pel·lícules del cinema mexicà, segons l'opinió de 25 crítics i especialistes del cinema a Mèxic, publicada per la revista Somos en juliol de 1994.